# جويل وود
جويل وود (بالإنجليزية: Joel Wood)‏ (1984 في أستراليا - ) هو لاعب كرة قدم أسترالي في مركز الهجوم. لعب مع نيوكاسل يونايتد جتس.

## وصلات خارجية
- جويل وود على موقع قاعدة بيانات كرة القدم.إي يو (الإنجليزية)
- جويل وود على موقع عالم كرة القدم.نت (الإنجليزية)